# Douains
Pour les articles homonymes, voir Brécourt (homonymie).
Douains est une commune française située dans le département de l'Eure en région Normandie.
Ses habitants sont appelés les Duniens et les Duniennes.

## Géographie

### Localisation
Douains est située à 6 kilomètres de Vernon et à une vingtaine d'Évreux. Elle est également à proximité immédiate du renommé château de Brécourt, d'époque Louis XIII, qui a été transformé en hôtel de luxe.
| La Heunière Saint-Vincent-des-Bois |          | Vernon           |
| Ménilles                           | Douains  | Blaru (Yvelines) |
| Pacy-sur-Eure                      | Chaignes |                  |

### Hydrographie
La commune est située dans le bassin Seine-Normandie. Elle est drainée par le cours d'eau 01 du Val Morin,.

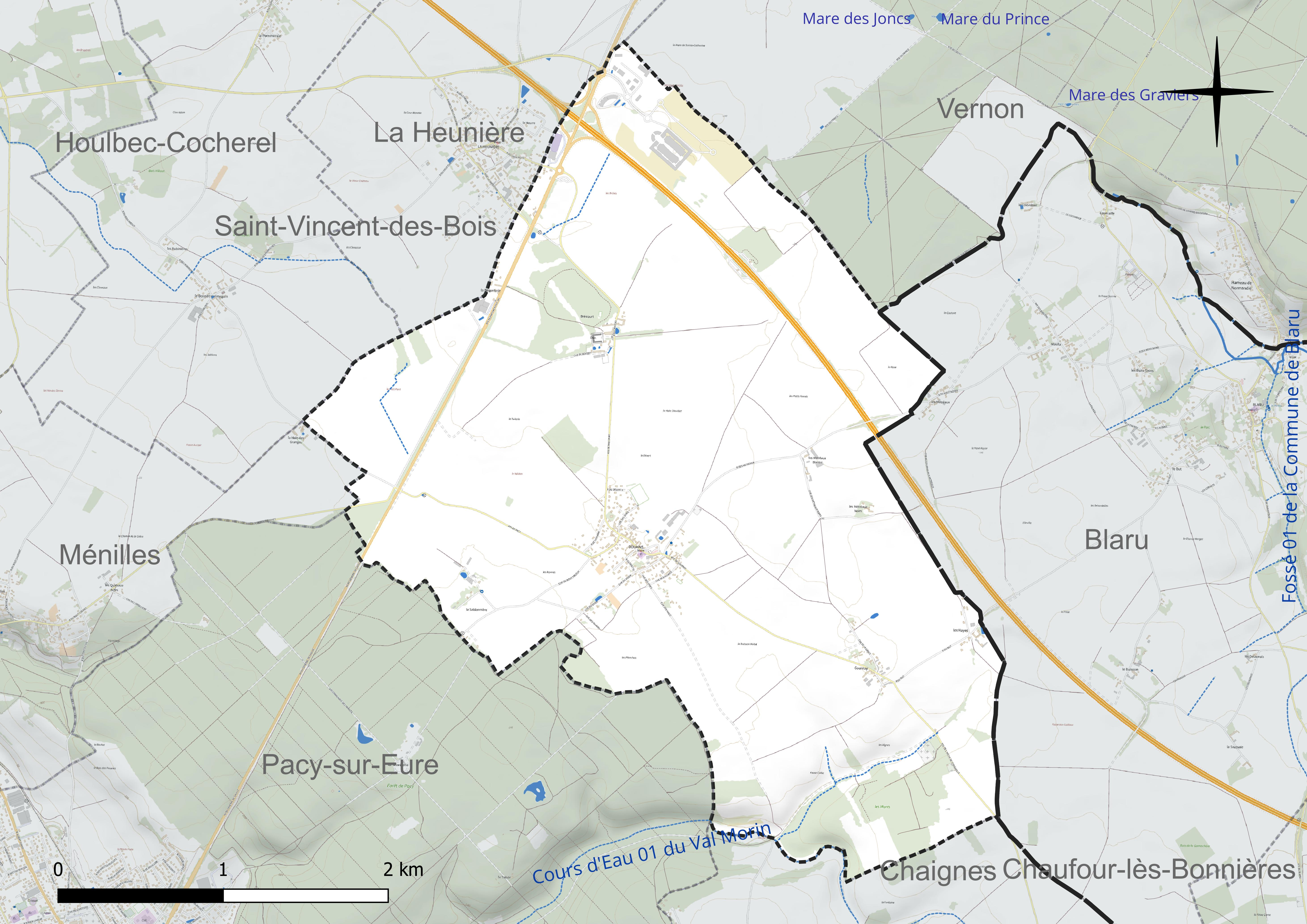
Réseau hydrographique de Douains.

### Climat
Pour des articles plus généraux, voir Climat de la Normandie et Climat de l'Eure.
En 2010, le climat de la commune est de type climat océanique dégradé des plaines du Centre et du Nord, selon une étude du CNRS s'appuyant sur une série de données couvrant la période 1971-2000. En 2020, Météo-France publie une typologie des climats de la France métropolitaine dans laquelle la commune est exposée à un climat océanique et est dans la région climatique  Sud-ouest du bassin Parisien, caractérisée par une faible pluviométrie, notamment au printemps (120 à 150 mm) et un hiver froid (3,5 °C). Parallèlement le GIEC normand, un groupe régional d’experts sur le climat, différencie quant à lui, dans une étude de 2020, trois grands types de climats pour la région Normandie, nuancés à une échelle plus fine par les facteurs géographiques locaux. La commune est, selon ce zonage, exposée à un « climat des plateaux abrités », correspondant aux plaines agricoles de l’Eure, avec une pluviométrie beaucoup plus faible que dans la plaine de Caen en raison du double effet d’abri provoqué par les collines du Bocage normand et par celles qui s’étendent sur un axe du Pays d'Auge au Perche.
Pour la période 1971-2000, la température annuelle moyenne est de 10,6 °C, avec  une amplitude thermique annuelle de 14,6 °C. Le cumul annuel moyen de précipitations est de 672 mm, avec 11,1 jours de précipitations en janvier et 8,2 jours en juillet. Pour la période 1991-2020, la température moyenne annuelle observée sur la station météorologique la plus proche, située sur la commune de Huest à 16 km à vol d'oiseau, est de 11,2 °C et le cumul annuel moyen de précipitations est de 600,6 mm,. Pour l'avenir, les paramètres climatiques de la commune estimés pour 2050 selon différents scénarios d’émission de gaz à effet de serre sont consultables sur un site dédié publié par Météo-France en novembre 2022.

## Urbanisme

### Typologie
Au 1er janvier 2024, Douains est catégorisée commune rurale à habitat dispersé, selon la nouvelle grille communale de densité à 7 niveaux définie par l'Insee en 2022.
Elle est située hors unité urbaine. Par ailleurs la commune fait partie de l'aire d'attraction de Paris, dont elle est une commune de la couronne,. 

### Occupation des sols
L'occupation des sols de la commune, telle qu'elle ressort de la base de données européenne d’occupation biophysique des sols Corine Land Cover (CLC), est marquée par l'importance des territoires agricoles (89,3 % en 2018), une proportion sensiblement équivalente à celle de 1990 (89,6 %). La répartition détaillée en 2018 est la suivante : 
terres arables (86,4 %), forêts (6,8 %), zones urbanisées (3,4 %), prairies (3 %), milieux à végétation arbustive et/ou herbacée (0,5 %). L'évolution de l’occupation des sols de la commune et de ses infrastructures peut être observée sur les différentes représentations cartographiques du territoire : la carte de Cassini (XVIIIe siècle), la carte d'état-major (1820-1866) et les cartes ou photos aériennes de l'IGN pour la période actuelle (1950 à aujourd'hui).

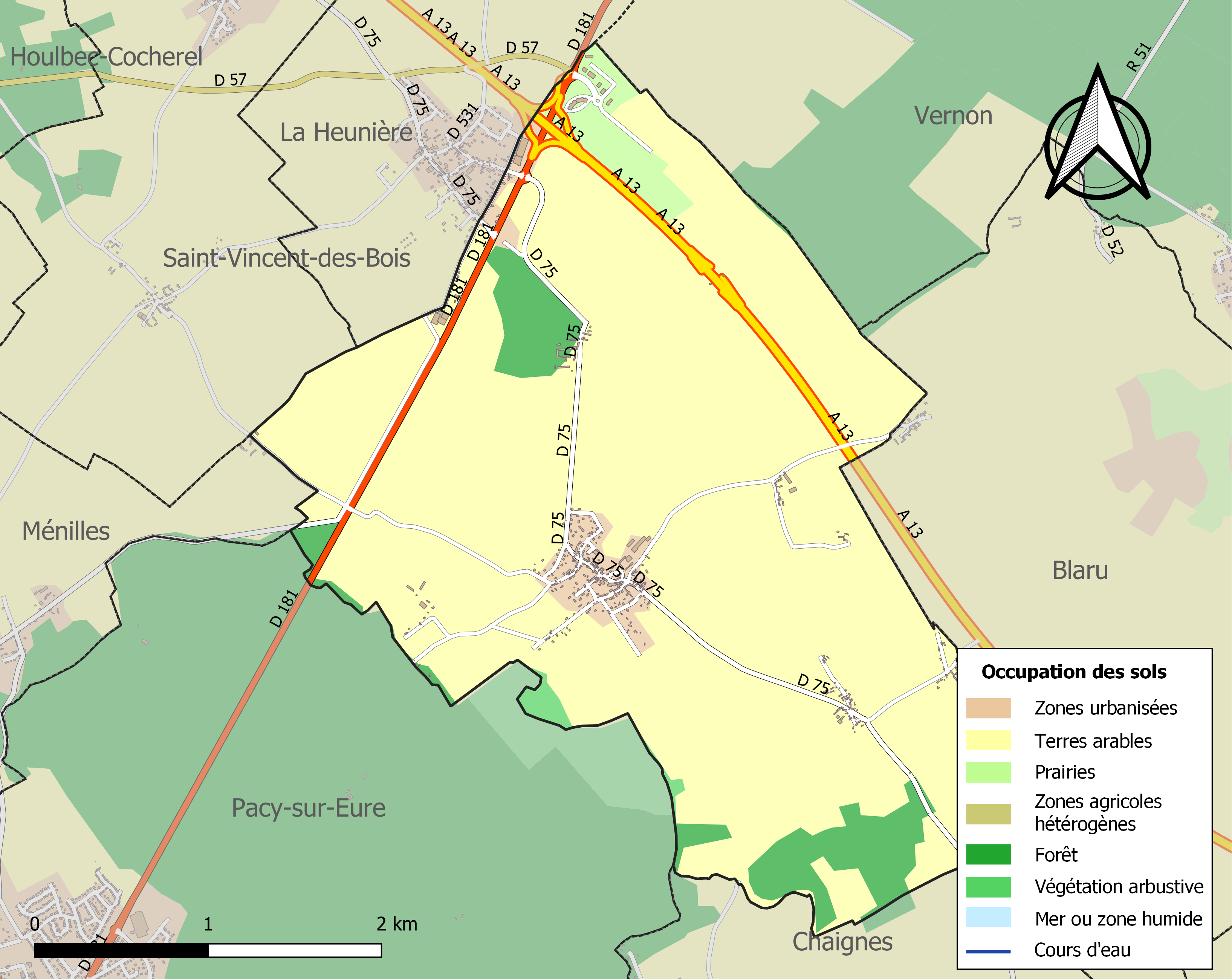
Carte des infrastructures et de l'occupation des sols de la commune en 2018 (CLC).

## Toponymie
Le nom de la localité est attesté sous les formes Duni, Dunos vers 1026 (charte de Richard II), Doens en 1264 (cartulaire du chapitre d’Évreux), Douens en 1469 (nécrol. de la Croix-St-Leufroi), Douans en 1403 (aveu de J. de Saint-Pol).
D'après François de Beaurepaire : « Selon la forme de 1025, il s'agirait d'un pluriel de l'appellatif gaulois dunum bien connu, mais le caractère isolé de cette forme, ainsi que la difficulté d'une évolution en Douains amènent à demeurer réservé sur l'explication de ce nom de lieu. À signaler, une similitude, sans doute fortuite, avec Duingt (Haute-Savoie, Duginno VIIe siècle) ».

## Histoire
Propos liminaires : les détails historiques se rapportant à la commune trouvent leur source dans un document écrit qui fait référence, le Dictionnaire historique de toutes les communes du département de l'Eure - histoire, géographie, statistique.
La commune de Brécourt est rattachée à Douains en 1909.

## Économie
Une zone d'aménagement concerté (ZAC) Normandie Parc est installée sur 80 hectares.
Sevépi, société coopérative agricole française, a son siège situé au sein de la ZAC. Y est aussi hébergé un lieu de retrait d'achats par internet de produits locaux frais.
La commune est le terrain d'un projet de « village de marques » dont le lancement, après 25 ans de recours et d’oppositions, a été officialisé début juillet 2019.
Le 22 septembre 2022, Hopium annonce qu'elle va y implanter sa première usine d'assemblage sur un terrain de 35 hectares.

## Politique et administration
| Période                                  | Période   | Identité              | Étiquette | Qualité                                  |
| ---------------------------------------- | --------- | --------------------- | --------- | ---------------------------------------- |
| 15 mai 1892                              |           | Eugène Hildevert Huet |           | Chevalier de la Légion d'honneur en 1925 |
| mars 2001                                | mars 2014 | Nicole Nuyens         |           |                                          |
| mars 2014                                | juin 2020 | Catherine Couanon     | DVD       |                                          |
| juin 2020                                | En cours  | Vincent Leroy         |           |                                          |
| Les données manquantes sont à compléter. |           |                       |           |                                          |

## Démographie
L'évolution du nombre d'habitants est connue à travers les recensements de la population effectués dans la commune depuis 1793. Pour les communes de moins de 10 000 habitants, une enquête de recensement portant sur toute la population est réalisée tous les cinq ans, les populations de référence des années intermédiaires étant quant à elles estimées par interpolation ou extrapolation. Pour la commune, le premier recensement exhaustif entrant dans le cadre du nouveau dispositif a été réalisé en 2005.

En 2022, la commune comptait 456 habitants, en évolution de −10,24 % par rapport à 2016 (Eure : −0,25 %, France hors Mayotte : +2,11 %).
| 1793 | 1800 | 1806 | 1821 | 1831 | 1836 | 1841 | 1846 | 1851 |
| ---- | ---- | ---- | ---- | ---- | ---- | ---- | ---- | ---- |
| 321  | 337  | 333  | 383  | 435  | 451  | 460  | 432  | 408  |

| 1856 | 1861 | 1866 | 1872 | 1876 | 1881 | 1886 | 1891 | 1896 |
| ---- | ---- | ---- | ---- | ---- | ---- | ---- | ---- | ---- |
| 420  | 377  | 327  | 335  | 352  | 353  | 332  | 296  | 295  |

| 1901 | 1906 | 1911 | 1921 | 1926 | 1931 | 1936 | 1946 | 1954 |
| ---- | ---- | ---- | ---- | ---- | ---- | ---- | ---- | ---- |
| 315  | 304  | 308  | 267  | 279  | 275  | 267  | 272  | 311  |

| 1962 | 1968 | 1975 | 1982 | 1990 | 1999 | 2005 | 2006 | 2010 |
| ---- | ---- | ---- | ---- | ---- | ---- | ---- | ---- | ---- |
| 293  | 261  | 233  | 298  | 346  | 465  | 468  | 464  | 456  |

| 2015 | 2020 | 2022 | - | - | - | - | - | - |
| ---- | ---- | ---- | - | - | - | - | - | - |
| 506  | 461  | 456  | - | - | - | - | - | - |

## Culture locale et patrimoine

### Lieux et monuments
- Château de Brécourt[24].
- Cimetière animalier.

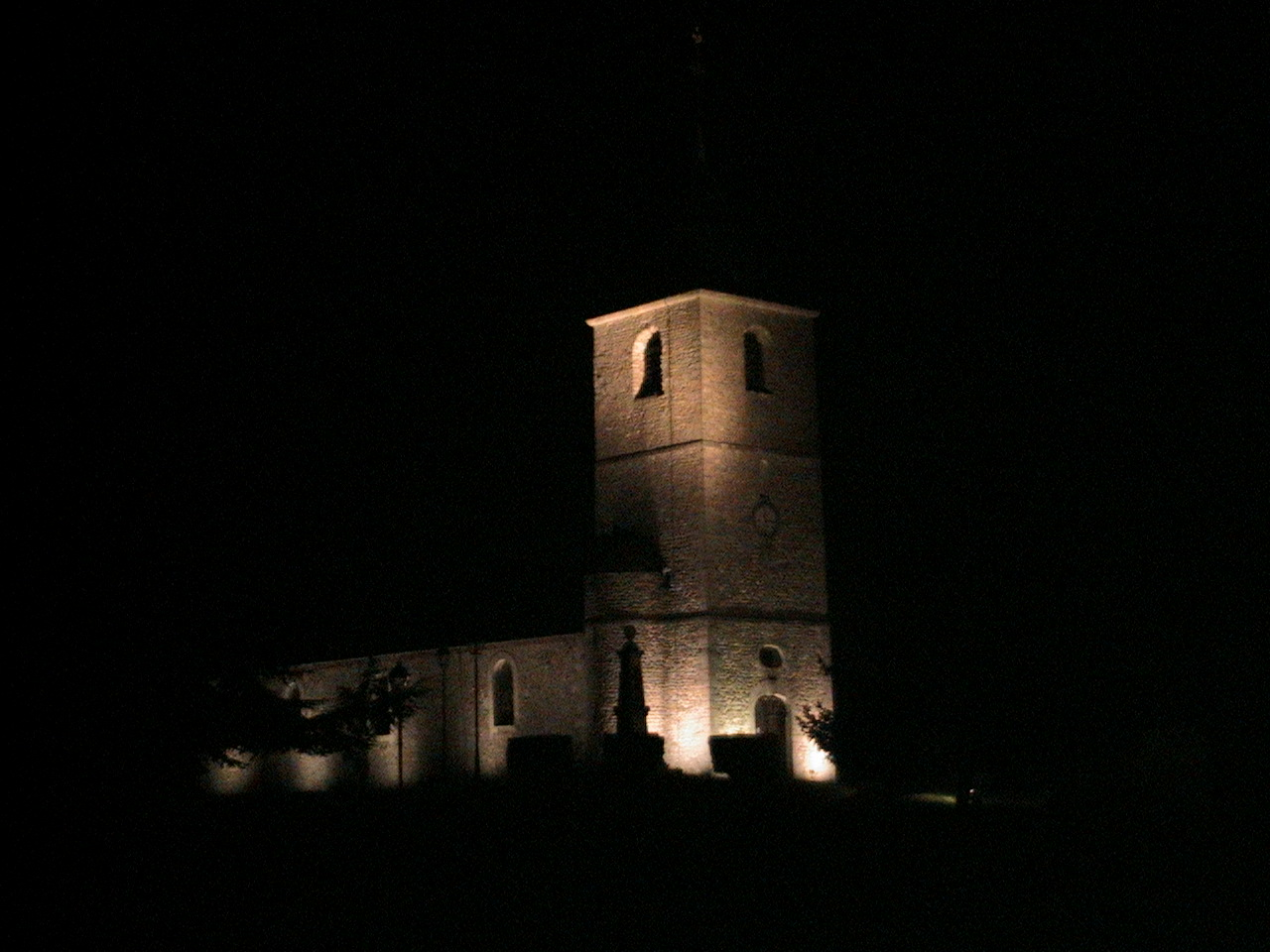
L'église de Douains.

L'association loi de 1901 « Les Jardins du Souvenir » a été fondée en 1989 par des maîtres d'animaux de compagnie[25]. Ses statuts ont été retouchés en assemblée générale extraordinaire des adhérents. Elle reste sans but lucratif. Un premier cimetière animalier a été ouvert dans l'été 1989 (400 tombes environ). Tout proche, un second cimetière a été inauguré dans l'été 1999. Devenue propriétaire des terrains en 1997-1998, l'association dispose également d'une réserve pour aménagements futurs. Le nombre de ses adhérents, bénéficiaires d'une tombe pour leurs petits compagnons, peut augmenter (600) dans l'été 2003.
- Siège de la communauté d'agglomération des Portes de l'Eure (structure disparue fin 2016).
- Église Notre-Dame[26].
L'édifice actuel date en grande partie du XVIIe siècle, avec des remaniements au XIXe siècle. Richard II, duc de Normandie, par un acte de 1026, fait donation de l'église primitive dont rien ne subsiste à l'abbaye de Fécamp.
Des matériaux de l'ancienne église de Boisset-Hennequin, démolie au XIXe siècle[27] auraient été remployés ici (mur Nord).
La nef est précédée d'une tour carrée en moellon avec chaînes d'angle, baies et corniches appareillées en pierre de taille ; elle est flanquée d'une tourelle enfermant un escalier en vis qui conduit au clocher.
Le mur sud est épaulé par des contreforts et percé de quatre baies dont deux datent du XIVe siècle : ouvertures rectangulaires divisées par un meneau à formes trilobées dans le chœur ; la troisième baie est en plein cintre, la quatrième est ogivale. Au nord, le mur reconstruit au XIXe siècle enferme des baies en plein cintre du XVIIe siècle.
Au XIXe siècle, une sacristie est élevée contre le mur est du chevet.
- Prieuré Saint-Barthélemy[28]. 
N'en subsiste qu'une chapelle à usage de bâtiment agricole (par suite de la Révolution) ; l'ancien bâtiment conventuel est à usage de logement de fermier.
Fondé au XIe siècle, le prieuré est placé sous la dépendance de l'abbaye Notre-Dame d'Ivry. Au XIIIe siècle, l'abbaye fait bâtir une chapelle dédiée à saint Barthélemy et un manoir pour la résidence des moines (mention au pouillé d'Évreux de 1370). La chapelle comprend des fenêtres en arc brisé et une porte d'entrée ogivale surmontée d'une archivolte du XIIIe ou XIVe siècle.
Au travers des écrits d'Alphonse-Georges Poulain, on connaît mieux l'intérieur de la chapelle : le mur d'abside était percé d'une large baie, aujourd'hui fermée ; des consoles en pierre portaient des statues de chaque côté du maître-autel (un ange agenouillé tenant un écusson aux armoiries effacées (XIVe ou XVe siècle) et un chien courant (XIIIe ou XIVe siècle). Sur le mur nord-est était scellée une console en pierre sculptée à crochets, du XIIIe ou XIVe siècle ; sur le mur sud-ouest était creusée une cuvette double servant à l'écoulement des eaux d'ablution.
Quelques bâtiments et un cimetière (on y inhumait les habitants du hameau) au nord-est de la chapelle, complétaient l'ensemble.

### Personnalités liées à la commune
- Emir Kusturica, réalisateur d'Underground, séjourne régulièrement dans cette commune.
- Le tueur en série Louis Poirson a enlevé deux de ses victimes dans le cimetière animalier de Douains : Jeannine Villain, 67 ans, et sa fille Monique, 44 ans.

### Héraldique
| Blason de Douains | Blason  | D'or à deux chevrons de gueules, au pal d'azur brochant chargé de trois fers de lance d'argent posés l'un sur l'autre, au chef de gueules chargé d'un léopard d'or armé et lampassé d’azur. |
| Blason de Douains | Détails | Le léopard d'or des armoiries de Douains rappelle les armoiries de la Normandie. Création Jean-François Binon. Adopté le 29 juin 2012.                                                      |